# Ttt – titel, thesen, temperamente
ttt – titel, thesen, temperamente ist eine wöchentliche Kultursendung im Ersten Fernsehprogramm, die abwechselnd von sechs Landesrundfunkanstalten der ARD produziert wird. In der Regel wird die Sendung sonntags um 23 Uhr ausgestrahlt.

## Produktionsgeschichte
Titel, Thesen, Temperamente ging am 4. Dezember 1967 unter Produktion des Hessischen Rundfunks als Nachfolgeformat des Literaturmagazins Ex Libris auf Sendung. Die Sendung orientierte sich an der französischen Cinq Colonnes à la Une. Parallel produzierten verschiedene öffentliche Rundfunkanstalten eigene Kultursendungen, jeweils mit individuellen Titeln, wie Kulturreport und Kulturweltspiegel. Um ein einheitliches Auftreten zu schaffen, wurde 2006 ein gemeinsamer Name für die verschiedenen Formate eingeführt. Bei Zuschauerumfragen setzte sich Titel, Thesen, Temperamente als bekannteste Marke durch, weshalb die Kultursendungen seit dem 30. April 2006 unter diesem Titel firmieren.
Die Produktion der Sendung wechselt seither zwischen den beteiligten Rundfunkanstalten: dem Bayerischen Rundfunk (BR) in München, dem Hessischen Rundfunk (HR) in Frankfurt am Main, dem Mitteldeutschen Rundfunk (MDR) in Leipzig, dem Norddeutschen Rundfunk (NDR) in Hamburg, dem Rundfunk Berlin-Brandenburg (RBB) in Berlin und dem Westdeutschen Rundfunk (WDR) in Köln.

## Moderation
Bis 2006 war die Sendung unmoderiert.
- Caren Miosga (2006–2007)
- Evelyn Fischer (2007–2021)
- Max Moor (2007–2024)[3]
- Siham El-Maimouni (seit 2021)[4]

### Kontroverse um Nachbesetzung des Moderatorenpostens
Ab Januar 2025 sollte Thilo Mischke die Nachfolge von Max Moor antreten. Seine Berufung stieß jedoch auf Kritik aufgrund frauenfeindlicher Äußerungen im Podcast alles muss raus (2019, Folge 14) und seinem Buch In 80 Frauen um die Welt aus dem Jahr 2010. Mehr als 100 Autoren und Kulturschaffende protestierten mit einem offenen Brief an die ARD gegen die Entscheidung. In Reaktion darauf beendete die ARD ihre Zusammenarbeit mit Mischke noch vor seiner ersten Moderation. Mischke behielt sich rechtliche Schritte gegen die ARD vor, aufgrund der Umstände der Vertragsauflösung. Kritik fand auch die Vorgehensweise der ARD, wonach Quellen zufolge Teile der Redaktion Bedenken geäußert hätten, einige Verantwortliche aber trotz wochenlangem internen Widerstand die Entscheidung zugunsten von Mischke durchsetzen wollten. ProQuote Medien kritisierte eine ARD-Stellungnahme als unreflektiert und imageorientiert. Die Organisation forderte eine Entschuldigung von ttt, konkrete Aufarbeitungsmaßnahmen und mehr „Gleichberechtigung, Diversität und Diskriminierungskritik“ im Programm.